# Марянув (Каліський повіт)
Марянув (пол. Marianów) — село в Польщі, у гміні Козьмінек Каліського повіту Великопольського воєводства.
Населення — 90 осіб (2011).
У 1975—1998 роках село належало до Каліського воєводства.

## Демографія
Демографічна структура станом на 31 березня 2011 року:
|          | Загалом | Допрацездатний вік | Працездатний вік | Постпрацездатний вік |
| -------- | ------- | ------------------ | ---------------- | -------------------- |
| Чоловіки | 43      | 9                  | 29               | 5                    |
| Жінки    | 47      | 11                 | 23               | 13                   |
| Разом    | 90      | 20                 | 52               | 18                   |